# Zoe Matthews
Zoe Matthews (Denver, Colorado; 7 de marzo de 1977) es una actriz pornográfica estadounidense retirada.